# Kusatsu
Kusatsu (草津市?) è una città giapponese della prefettura di Shiga.